# ユーロパワーパック
ユーロパワーパック（英: EuroPowerPack）は、ドイツのMTU社製 MT883 4サイクルV型12気筒ディーゼルエンジン(排気量27,361cc)と、ドイツのRenk(レンク)社製 HSWL 295TM オートマチックトランスミッション(前進5段、後進5段)を組み合わせて一体化したMTU社開発による小型・大出力の新型パワーパックである。
小型かつ小排気量である新型のMT883 ディーゼルエンジンを縦置きではなく横置きとすることにより大幅にコンパクト化されている。その結果、従来のパワーパックと比較して全長の大幅な短縮と車内に余剰空間を確保することが可能となった。レオパルト2に搭載した場合では従来より約1000mm短縮可能であり、M1エイブラムスに搭載した場合では従来より約950mm短縮可能とされる。
ユーロパワーパックの搭載エンジンには1,500hp(1,100 kW)のMT883 Ka-500と、コモンレール方式燃料噴射装置を搭載した1,630hp(1,200 kW)のMT883 Ka-501ディーゼルエンジンの二種類がある。
1990年代前半に登場したユーロパワーパックは、主に西側諸国の装甲戦闘車両用パワーパックとして採用されている。

## 搭載車両および搭載可能とされる車両
- レオパルト2
- トロピック・ルクレール
- チャレンジャー2E
- K2戦車（試作車(XK2戦車)/第１次量産車100両）
- M1A2（試験）[4]
- DNG/DCL戦車回収車
- 99式戦車